# SC Fives
SC Fives byl francouzský fotbalový klub z předměstí Lille. Byl založen v roce 1901 a zanikl v roce 1944, když se sloučil s klubem Olympique Lillois a vznikl nový klub Lille OSC.

## Úspěchy
- 1× vicemistr francouzské ligy (1933/34)
- 1× finalista francouzského poháru (1941)